# Ana Cela
Ana Elvira Cela, más conocida como Ana Cela (n. Madrid, 30 de marzo de 1983), es una actriz española, conocida por su papel de Dra. Marco en la serie de televisión española diaria Centro Médico de Televisión Española.

## Biografía
Ana nació en Madrid, y creció en Móstoles.  
Su carrera artística comienza después de once años dedicados a la Medicina. La actriz se licenció en Medicina por la Universidad Complutense de Madrid (UCM) en 2007, después continuó su formación obteniendo el título de Especialista en Medicina Familiar y Comunitaria por la UDM AFYC de Valencia, La Fe de Valencia, y el  título de máster en Medicina Estética por la Universidad de las Islas Baleares (UIB) en 2012. 
Cuando abandona la Medicina decide trabajar como modelo y actriz publicitaria para disponer de tiempo y centrarse en explorar su intuición artística. De sus últimos trabajos en este sector destaca la participación en el desfile de la diseñadora Natalia Rivera en la Mercedes-Benz Fashion Week Madrid 2017. Samsung Ego. 
Ya en Valencia, mientras ejercía como médico, tuvo una pequeña primera toma de contacto con la interpretación en la escuela El Laboratorio y posteriormente continuó en Madrid con el Curso de Clown en Nave 202, y el Taller intensivo de verano Bases de la Interpretación en Central de Cine, Madrid. 
Centrándose en la interpretación para el medio audiovisual, termina su formación en 2016 consiguiendo la Diplomatura de Interpretación para Cine y TV en Central de Cine, Madrid. Impartida por Paloma Catalán, María Bigueriego, Natalie Pinot, Natalia Mateo, Antonio Raposo, Carmen Utrilla y Eva Lesmes, entre otros profesionales, eso le dará el impulso necesario para seguir un camino artístico completamente distinto a lo que años atrás habría imaginado, y dar el giro profesional más importante de su carrera. 
Fue su habilidad ante la cámara y los conocimientos médicos de los que ya disponía, aportándole realismo a su personaje, los que le dieron la oportunidad de entrar en el reparto de la serie Centro médico, convirtiéndose en uno de los personajes protagonistas, la doctora Marco. Para Ana, tener la oportunidad de trabajar en el mismo lugar donde nació es, metafóricamente, su renacer profesional.  Además, asegura que se siente mucho más cómoda en la ficción médica que en la realidad de un hospital.
La primera aparición de la actriz en la serie fue el 7 de enero de 2016, y actualmente lleva rodados más de 500 episodios para la serie diaria de Televisión Española.

## Filmografía

### Televisión
| Año       | Título        | Personaje         | Episodios       |
| --------- | ------------- | ----------------- | --------------- |
| 2016-2019 | Centro médico | Dra. Silvia Marco | Papel Principal |